# Cảnh sát Dã chiến Quốc gia Việt Nam Cộng hòa
Cảnh sát Dã chiến Quốc gia Việt Nam Cộng hòa (tiếng Anh: Republic of Vietnam National Police Field Force, viết tắt CSDC) cũng được người Pháp gọi là Police de Campagne và có nhiều tên gọi khác nhau là Cảnh sát Dã chiến Quốc gia (NPFF), người Mỹ gọi tắt là Field Police hay Field Force, là một nhánh cảnh sát bán quân sự tinh nhuệ trực thuộc Cảnh sát Quốc gia Việt Nam Cộng hòa (CSQGVNCH). Hoạt động tích cực trong chiến tranh Việt Nam, CSDC hoạt động chặt chẽ với Quân lực Việt Nam Cộng hòa (QLVNCH) và Cơ quan Tình báo Trung ương Hoa Kỳ (CIA) từ năm 1966 đến năm 1975.